# Knight of the Saddle
Knight of the Saddle è un cortometraggio muto del 1917 che recupera materiali girati all'epoca in cui l'attore e regista Tom Mix lavorava alla Selig Polyscope Company con la sua troupe di stunt. Vi sono scene col lazo, cavalcate e d'azione.

## Produzione
Il film fu prodotto dalla Selig Polyscope Company.

## Distribuzione
Distribuito dalla General Film Company, il film - un cortometraggio in due bobine - uscì nelle sale cinematografiche statunitensi nel giugno 1917.